# R Leonis
R Leonis (kurz R Leo) ist ein veränderlicher Stern vom Typ Mira im Westteil des Sternbildes Löwe. Bereits 1782 wurde seine Besonderheit vom Astronomen Julius August Koch in Danzig entdeckt.
Die scheinbare Helligkeit von R Leonis schwankt zwischen +4,4 und +11,3 mag mit einer Periode von 310 Tagen. Im Helligkeitsmaximum ist R Leonis mit bloßem Auge gut zu sehen, im Minimum ist zu seiner Beobachtung ein Teleskop mit mindestens 7 Zentimeter Objektivöffnung nötig.
R Leonis gehört der Spektralklasse M8IIIe an und ist etwa 230 Lichtjahre von der Sonne entfernt.